# Rastko Poljšak
Rastko Poljšak, slovenski telovadec, * 1. februar 1899, Ljubljana, †  22. oktober 1994, Ljubljana.
Poljšak je za Kraljevino SHS nastopil na Poletnih olimpijskih igrah 1924 v Parizu.
Rezultati po orodju:
| disciplina                   | mesto |
| ---------------------------- | ----- |
| Skupno - posamično           | 45.   |
| Skupno - ekipa               | 4.    |
| Skok čez konja - posamično   | 61.   |
| Bradlja - posamično          | 51.   |
| Drog - posamično             | 47.   |
| Krogi - posamično            | 50.   |
| Konj z ročaji - posamično    | 42.   |
| Plezanje po vrvi - posamično | 45.   |
| Konj na šir - posamično      | 58.   |